# للحب قصة أخيرة (فلم)
للحب قصة أخيرة  هو فيلم مصري عُرض عام 1986.

## قصة الفيلم
يحكي الفيلم قصة رجل يداهمه المرض، وتساعده زوجته التي تقوم بدورها الفنانة معالي زايد، وتمثل دور الزوجة التي تبقى مع زوجها بالرغم من الظروف والفقر والمرض.

## بطولة

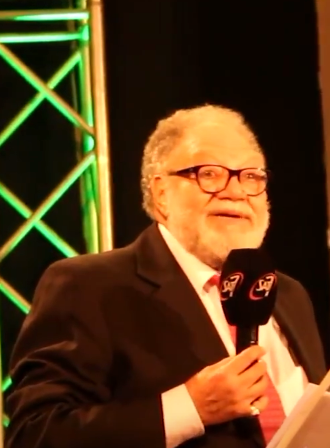
يحيى الفخراني في دور رفعت

- يحيى الفخراني
- تحية كاريوكا
- معالي زايد
- عبلة كامل
- أحمد راتب

## وصلات خارجية
- مقالات تستعمل روابط فنية بلا صلة مع ويكي بيانات